# Luc Longley
Lucien James „Luc“ Longley (* 19. Januar 1969 in Melbourne, Australien) ist ein australischer Basketballtrainer und ehemaliger -spieler. Er war der erste Australier, der in der nordamerikanischen NBA spielte.

## Karriere
Longley entstammt einer Basketballfamilie, sein Vater war Gründungsmitglied der Perth Wildcats. Er besuchte das Scotch College nahe Melbourne und durchlief in seinem Heimatland die Spitzensportförderung am Australian Institute of Sport. 1986 spielte er für die Perth Wildcats. 1987 ging er in die USA, um für die Hochschulmannschaft der University of New Mexico zu spielen. In 132 Spielen erzielte Longley im Durchschnitt 13,4 Punkte und 7 Rebounds je Begegnung für New Mexico. Zwischen den NCAA-Spielzeiten lief er in seinem Heimatland für die Mannschaft Perth Redbacks auf und gewann mit ihr in der State Basketball League 1989 sowie 1990 den Meistertitel.
Im NBA-Draft 1991 wurde Longley an siebter Stelle von den Minnesota Timberwolves ausgewählt. Dort stand er drei Jahre unter Vertrag, bevor er 1994 zu den Chicago Bulls wechselte. In der Saison 1995/96 gelang ihm in Chicago der Durchbruch, Longley wurde auf der Innenposition Stammspieler. Mit den Bulls gewann er an der Seite von Stars wie Michael Jordan, Scottie Pippen und Dennis Rodman dreimal die NBA-Meisterschaft (1996, 1997, 1998). 1998 wechselte Longley für zwei Jahre zu den Phoenix Suns. Zum Abschluss seiner Karriere verpflichteten ihn die New York Knicks für eine Saison.
Longley wurde 1999 in Australien Miteigner der Perth Wildcats und arbeitete als solcher mit seinem langjährigen Freund und Mitspieler Andrew Vlahov zusammen. Im April 2004 gab Longley die Anteile an der Betreibergesellschaft der Mannschaft ab. 2013 wurde er Assistenztrainer der australischen Nationalmannschaft. 2019 wurde er bei der australischen Mannschaft Sydney Kings als Berater tätig.

### Nationalmannschaft
Longley nahm mit der australischen Nationalmannschaft an den Olympischen Sommerspielen 1988, 1992 und 2000 sowie an der Weltmeisterschaft 2000 teil. 1996 wurde er mit dem Verdienstorden des australischen Basketballverbands ausgezeichnet und 2006 in die Ruhmeshalle des Verbands aufgenommen.

## Persönliche Bestleistungen (NBA)
- 24 Punkte gegen die Milwaukee Bucks am 2. Januar 1998
- 10 verwandelte Würfe aus dem Feld (dreimal)
- 23 versuchte Würfe aus dem Feld am 10. Februar gegen die Toronto Raptors
- 8 verwandelte Freiwürfe gegen die Cleveland Cavaliers am 4. April 1997
- 9 versuchte Freiwürfe gegen die Seattle SuperSonics am 26. November 1995
- 8 Offensiv-Rebounds (zweimal)
- 15 Defensiv-Rebounds gegen die Los Angeles Clippers am 21. November 1997
- 19 Rebounds gegen die Houston Rockets am 30. Dezember 1993
- 8 Assists (dreimal)
- 5 Steals gegen die Houston Rockets am 30. Dezember 1993
- 7 Blocks gegen die Milwaukee Bucks am 5. März 1995
- 50 gespielte Minuten gegen die Los Angeles Clippers am 21. November 1997